# Адмирал Сенявин (лек крайцер, 1952)
Адмирал Сенявин e лек крайцер на ВМФ на СССР от проект 68-бис, „Свердлов“.

## История на строителството
Заводски номер: 437.
- 31 август 1951 г. – зачислен в списъците на ВМФ.
- 31 октомври 1951 г. – заложен в КСЗ № 189 („Завод С. Орджоникидзе“, Ленинград).
- 22 декември 1952 г. – спуснат на вода.
- 30 ноември 1954 г. – въведен в строй.

## История на службата
- 18 декември 1954 г. – влиза в състава на 4-ти флот.
- 7 септември 1955 г. – преведен в ЧСФ (Червенознаменен Северен флот).
- 24 декември 1955 г. – след преход по Севморпут от Североморск за Далечния Изток е преведен в ЧТОФ (Червенознаменния Тихоокеански флот).
- 17 – 21 ноември 1959 г. – визита в Сурабая.
- 31 декември 1966 г. – 24 юли 1972 г. – модернизиран и преустроен в „Далзавод“ във Владивосток по проекта 68-У2.
- 14 – 19 януари 1973 г. – визита в Бомбай.
- 15 – 20 март 1973 г. – визита в Могадишу.
- 13 март 1973 г. – прекласифициран на крайцер за управление.
- 20 – 24 декември 1973 г. – визита в Порт Луи.
- 13 юни 1978 г. – по време на зачетни стрелби на кораба става пожар и взрив в първата носова кула на главния калибър, загиват 37 души.
- 5 – 10 ноември 1979 г. – визита в Хайфон.
- 1 декември 1986 г. – изваден от бойния състав на ВМФ, законсервиран и поставен на стоянка.
- 30 май 1989 г. – разоръжен и изключен от състава на ВМФ.
- 15 декември 1989 г. – разформирован.
- През 1992 г. – продаден на частна индийска фирма за скрап.